# .50-90 샤프스

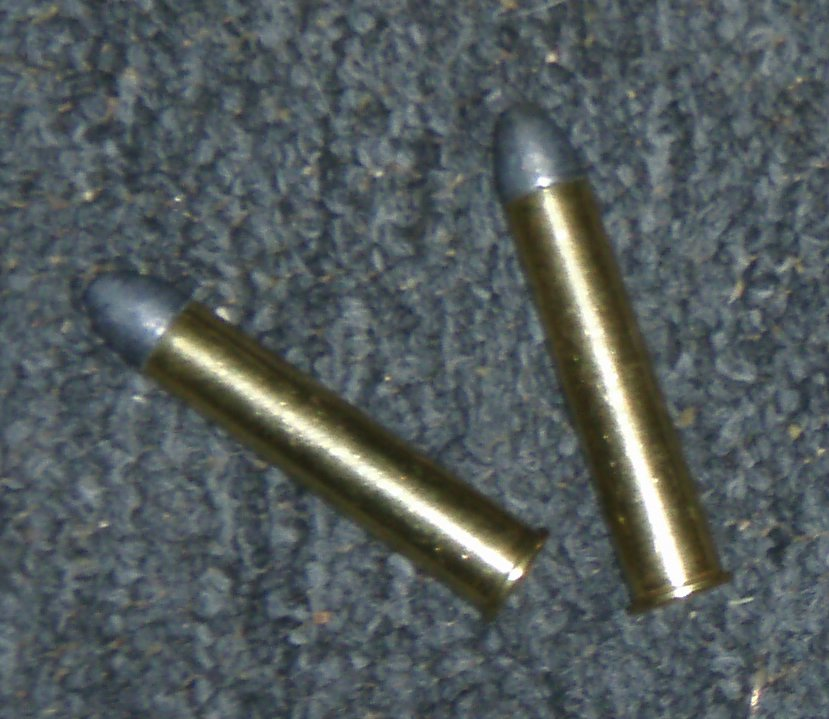
.50-90 샤프스 탄약

.50-90 샤프스(.50-90 Sharps, 13×64mmR) 또는 .50-21⁄2" 샤프스는 흑색 화약 소총 탄약으로 샤프스 소총 제조 회사가 1872년 버팔로(아메리카들소) 사냥용 탄약으로 도입했다. 다른 대구경 흑색 화약 탄약과 마찬가지로, 무거운 총알과 많은 양의 화약을 사용하여 높은 총구 에너지를 낸다.

## 사양
샤프스 소총 제조 회사와 샤프스 소총 회사에서 생산 및 판매한 표준 공장 장전 탄약은 .50/100/425(.50 구경/흑색 화약 100 그레인/425 그레인 그리스 홈 총알) 및 .50/100/473(.50 구경/흑색 화약 100 그레인/473 그레인 그리스 홈 총알)이었다. 종이 패치 탄환이 사용되었다. 샤프스 회사에서 제조한 공장 장전 탄약은 대부분 수작업으로 장전되어 생산 비용이 비쌌다. 이는 자연스럽게 경쟁을 불러일으켰다. 윈체스터는 종이 패치 탄환이 장전된 .50/90/473(.50 구경/흑색 화약 90 그레인/473 그레인 그리스 홈 총알) 탄약을 제공했으며, 이것이 이 탄약이 흔히 .50-90으로 알려지게 된 이유일 수 있다. .50-90 샤프스는 .50-100 샤프스 및 .50-110 샤프스 탄약과 유사하다. 이 세 가지 모두 동일한 2.5-인치 (64 mm) 탄피를 사용하며, 후자 두 가지는 더 많은 양의 흑색 화약이 장전된다. 탄피 치수가 거의 동일하기 때문에 .50-90 샤프스용으로 제작된 모든 소총은 .50-110 및 .50-100 탄약을 사용할 수 있어야 한다.
총알 지름은 일반적으로 0.512 인치 (13.0 mm)였다. 총알 무게는 335 to 700 그레인 (21.7 to 45.4 g)였다. 흑색 화약을 사용한 역사적인 장전 탄약은 1,630 to 1,985 foot-pounds force (2,210 to 2,691 J) 범위의 총구 에너지를 가졌고, 무연 화약을 사용한 현대적인 장전 탄약은 2,561 to 2,989 foot-pounds force (3,472 to 4,053 J)의 에너지를 낸다.

## 역사

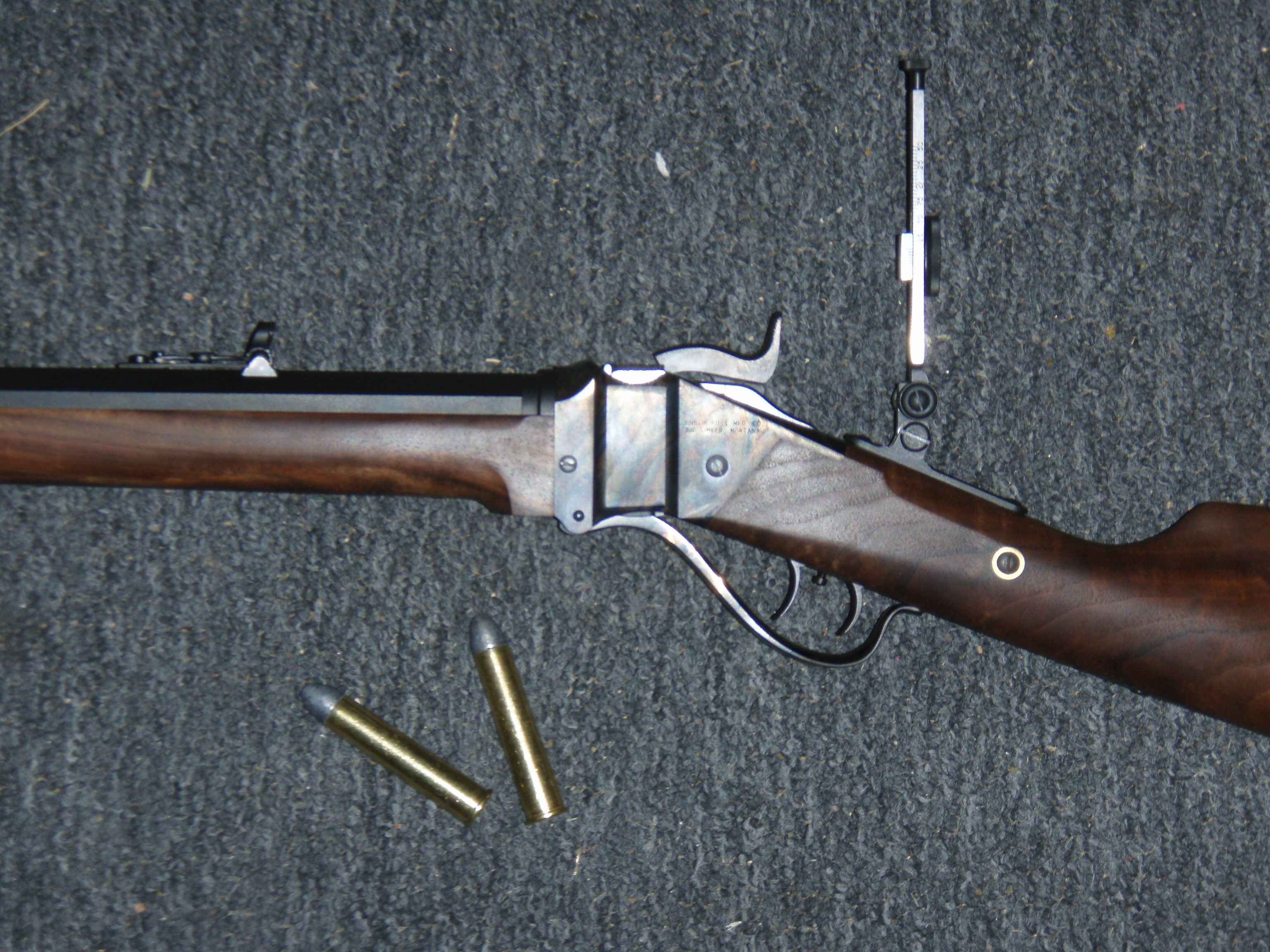
샤일로 샤프스 .50-90 샤프스 탄약이 장전된 소총

버팔로(아메리카들소)는 크고 초식 동물이며 안정적으로 쓰러뜨리기 어렵기 때문에 버팔로 사냥 전용 탄약에 대한 수요가 생겨났다. .50-90은 이러한 목적을 염두에 두고 만들어졌다. 그 결과, 이 탄약은 서부 평원의 전문 버팔로 사냥꾼들 사이에서 즉시 인기를 얻었다. 발명 당시에는 특별한 화약이나 총알 유형이 없었고 탄도학에 대한 지식이 상당히 제한적이었다. 따라서 더 효과적인 대형 사냥 탄약을 만들려고 할 때 설계자들은 단순히 이전 탄약의 크기를 확장했다.
빌리 딕슨은 1874년 6월 27일 제2차 어도비 월스 전투에서 샤프스 .50-90을 사용하여 전설적인 1,538-야드 (1,406 m) 발포를 기록했다.
오늘날 이 탄약은 거의 쓸모가 없어졌다. 버팔로 암즈와 같은 몇몇 소규모 부티크 제조업체를 제외하고는 더 이상 대량 생산하는 대형 제조업체가 없다. 황동과 총알은 생산되지만, 장전된 탄약은 맞춤 제작 상점에서 구입하거나 수제 장전해야 한다. 소총은 몇몇 회사에서 반맞춤 제작 방식으로만 생산된다. 이 구경의 소총은 일반적으로 대형 사냥과 역사 재연에 사용된다. 가끔 .50-90 소총이 빈티지 소총 사격 대회에 사용되기도 하지만, .45-70과 같은 다른 동시대 탄약의 상업적 가용성으로 인해 .50-90 탄약은 결과적으로 인기가 덜하다.

## 같이 보기
- 권총 및 소총 탄약 일람표